# Sommarlov
Sommarlov är det skollov som infaller under landets sommarperiod. Det varierar därmed mellan olika länder när på året det infaller och även längden på lovet varierar.  I Sverige är sommarlovet drygt två månader långt och det är det längsta lovet under ett skolår, följt av jullovet. Det börjar vanligen i början av juni och avslutas i mitten av augusti.

## Sommarlov jorden runt
Beroende på var i världen man bor infaller sommaren, och därmed det skollov som kallas sommarlovet, på olika tider på året, och är olika långt.

### Australien
I Australien bestämmer delstaterna över skolloven, och det kombinerade jullovet/sommarlovet brukar börja kring 20 december och pågå till de sista dagarna i januari. Årskurs 10-12 brukar börja sitt sommarlov tidigare än så, så att studierna kan förbättras för de som inte lyckats så bra. Årskurs 10 brukar påbörja sitt sommarlov i slutet av november, årskurs 11 och årskurs 12 i slutet av oktober.

### Belgien

#### Flandern
Sommarlovet i Flandern i Belgien varar 1 juli–31 augusti.

### Irland
I Irland har primärskolorna sommarlov från slutet av juni till första eller andra veckan i september. Sekundärskolorna, som har lite andra lovdagssystem, påbörjar sitt sommarlov sista veckan i maj eller första veckan i juni, men avslutar det samtidigt som primärskolorna.

### Israel
Sommarlovet i Israel varar ungefär 20 juni–26 augusti eller ca 9 veckor, beroende på ort.

### Nederländerna
Sommarlovet i Nederländerna varar i ca 6 veckor.

### Sverige
Sommarlovet i Sverige pågår mellan vårterminens slut och höstterminens start, normalt från omkring 10 juni till mitten av augusti. För skoleleverna i Sverige innebär det ledighet mellan två olika skolår. Lärarna har också ledigt då, men de arbetar i början och slutet av sommarlovet. I Sverige inleds sommarlovet ofta med en skolavslutning i skolan eller i kyrkan. Vissa sånger och psalmer har genom tradition blivit starkt förknippade med skolavslutningar, till exempel Den blomstertid nu kommer, En vänlig grönskas rika dräkt, I denna ljuva sommartid och Idas sommarvisa. 

#### Sommarlov i Sverige förr
När den obligatoriska folkskolan infördes i Sverige 1842 fick läsåret anpassas efter det gamla svenska bondesamhället. Barnen behövdes hemma på sommaren för att hjälpa till i jordbruket. 

#### Sommarlov i Sverige i dag
Sedan 1970-talet har sommarlovet förknippats med fritid för skolelever, även om vissa väljer att ha ett sommarjobb.
Sverige är inte längre ett bondesamhälle, och många yngre barn tillbringar stora delar av lovet på fritidshem eftersom föräldrarna arbetar under sommaren.
För studenter på universitet och högskolor är sommarlovet längre och varar vanligtvis från månadsskiftet maj-juni till månadsskiftet augusti-september. Många studenter har dock sommarjobb och/eller omtentor under sommarlovet.

### Tyskland
I det dåvarande Västtyskland beslöts det den 28 oktober 1964 att sommarferierna skall vara 6 veckor långt. Sommarferierna i Tyskland infaller olika i olika förbundsländer.

### USA
I USA varar sommarlovet i 9–11 veckor. Exakt vilka veckor varierar mellan de olika staterna. En del börjar sitt sommarlov redan i maj och en del lov startar i mitten av juni. Lovet håller på till slutet av augusti eller början av september.

## Sånger om sommarlov
- Mitt sommarlov
- School's Out